# Kristy Zimmerman
Kristy Zimmerman (Willemstad, Curaçao, 8 oktober 1994) is een Nederlandse handbalster die uitkomt in de Franse competitie voor JDA Dijon .

## Individuele prijzen
- Keepster van het jaar van de Eredivisie: 2014/2015